# Stein (Sankt Gallen)
Stein is een plaats en voormalige gemeente in het Zwitserse kanton Sankt Gallen, en maakt deel uit van het district Toggenburg.
Stein telt 392 inwoners.

## Geschiedenis
Op 1 januari 2013 fuseerde Stein met de gemeente Nesslau-Krummenau tot een nieuwe gemeente die de naam Nesslau kreeg.